# Konventionen om ursprungsfolk och stamfolk
Konventionen om urfolk och stamfolk (ILO:s konvention nr 169, Indigenous and Tribal Peoples Convention) är en konvention som antogs av Internationella Arbetsorganisationen ILO  1989. Den bygger bland annat på att principerna från FN:s övriga rättighetsdeklarationer skall tillämpas även på urfolk.

## Innehåll
Konventionen vill med text i 44 artiklar säkerställa urfolks rätt att själva välja i vilken grad de vill behålla sin kulturella och politiska identitet och beskydda urfolk mot icke frivillig assimilering. I likhet med FN:s deklaration om de mänskliga rättigheterna, Konventionen om ekonomiska, sociala och kulturella rättigheter och  FN:s konvention om civila och politiska rättigheter syftar konvention 169 till att hindra diskriminering. Konventionen erkänner urfolkens behov av att bevara och utveckla identitet, språk och religion.
Konventionen berör rätten till tvåspråkig utbildning, sedvanerätt, landrättigheter, egendomsrätt samt rätt att bli rådfrågade och att delta i beslutsprocesser.
Närmare 300 miljoner människor tillhör något av de flera tusen olika urfolken i världen. För Sveriges, Norges och Finlands del rör konventionen samerna, och för Danmarks inuiterna.

## Ratificering

Länder som har ratificerat konvention 169

Följande länder har ratificerat konventionen: 
| Land                         | Datum             |
| ---------------------------- | ----------------- |
| Argentina                    | 3 juli 2000       |
| Bolivia                      | 11 december 1991  |
| Brasilien                    | 25 juli 2002      |
| Centralafrikanska republiken | 30 augusti 2010   |
| Chile                        | 5 september 2008  |
| Colombia                     | 7 augusti 1991    |
| Costa Rica                   | 2 april 1993      |
| Danmark                      | 22 februari 1996  |
| Dominica                     | 25 juni 2002      |
| Ecuador                      | 15 maj 1998       |
| Fiji                         | 3 mars 1998       |
| Guatemala                    | 5 juni 1996       |
| Honduras                     | 28 mars 1995      |
| Luxemburg                    | 5 juni 2018       |
| Mexiko                       | 5 september 1990  |
| Nepal                        | 14 september 2007 |
| Nederländerna                | 2 februari 1998   |
| Nicaragua                    | 25 augusti 2010   |
| Norge                        | 19 juni 1990      |
| Paraguay                     | 10 augusti 1993   |
| Peru                         | 2 februari 1994   |
| Spanien                      | 15 februari 2007  |
| Tyskland                     | 15 april 2021     |
| Venezuela                    | 22 maj 2002       |

### Finland
En tidigare finländsk regering uttalade i sitt regeringsprogram för 2011–2015 en målsättning att ratificera ILO-konventionen 169. och överlämnade en proposition till riksdagen Den föll dock på grund av nyval, eftersom den inte dessförinnan slutbehandlats.

## Sverige
Sverige har inte ratificerat konventionen. Detta har föranlett omfattande kritik från flera olika aktörer, bl.a. FN, Diskrimineringsombudsmannen och Amnesty. I Sverige hänvisas till att samernas rätt till mark och vatten, liksom jakt- och fiskerättigheter, utreds. Frågan om en ratificering av Sverige är ännu (Januari 2025) inte avgjord.